# Xã hội không nhà nước
Xã hội không nhà nước là một xã hội không chịu sự chi phối của nhà nước. Trong các xã hội không nhà nước, có rất ít sự tập trung hóa của chính quyền, hầu hết các vị trí của chính quyền tồn tại rất hạn chế về quyền lực và thường không phải là các vị trí nắm giữ vĩnh viễn. Các cơ quan xã hội giải quyết tranh chấp thông qua các quy tắc được xác định trước thường có xu hướng nhỏ về quy mô. Xã hội không nhà nước rất khác nhau trong tổ chức kinh tế và thực tiễn văn hóa.
Trong khi xã hội không quốc tịch là chuẩn mực trong thời tiền sử của con người, thì có rất ít xã hội không quốc tịch tồn tại ngày nay; gần như toàn bộ dân số toàn cầu nằm trong phạm vi quyền lực của một quốc gia có chủ quyền. Ở một số vùng, chính quyền nhà nước danh nghĩa có thể rất yếu và nắm giữ ít hoặc không có quyền lực thực tế. Trong suốt lịch sử, hầu hết các dân tộc không nhà nước đã được hòa nhập vào các xã hội dựa trên nhà nước xung quanh họ.
Một số triết lý chính trị, đặc biệt là vô chính phủ, coi nhà nước là một thể chế không mong muốn và xã hội không nhà nước là xã hội lý tưởng.